# Junior Maximus
Junior Maximus (* 5. August 1983 als Kalonga Tshibuabua in Kananga, Demokratische Republik Kongo) ist ein Schwergewichtsboxer mit Lizenz des Bundes Deutscher Berufsboxer.
Im Alter von zehn Jahren siedelte er zu seiner Familie nach Deutschland um. Nachdem er 1999 den Titel des westdeutschen Amateurmeisters in der Schwergewichtsklasse gewonnen hatte, folgte im Jahr 2000 der Titel des internationalen deutschen Meisters der Boxamateure. Als Amateur absolvierte er 20 Kämpfe, von denen er in 18 durch K. o. siegte.
2006 wechselte er ins Profi-Lager und trainierte zunächst bei Graciano „Rocky“ Rocchigiani. Maximus lebt heute in Düsseldorf. Dort wurde er von der ehemaligen Nr. 3 der WBC-Weltrangliste, Loui Pergau, trainiert.
Am 17. Januar 2009 siegte er gegen Jonathan Pasi und am 9. Mai 2009 gegen Denis De La Cruz. Dieses waren der fünfte und sechste Kampf als Profi. Die sechs Profi-Kämpfe gewann er je dreimal durch K. o. und nach Punkten. Am 4. Oktober 2008 siegte er im Kampf gegen Richi Kwateng durch K. o. nach nur sieben Sekunden Kampfzeit.
2010 wurde er vom Landgericht Düsseldorf wegen erpresserischem Menschenraub zu fünf Jahren Haft verurteilt, nachdem er als Geldeintreiber einen Schuldner eingesperrt, geschlagen und bedroht hatte, so dass dieser vor Angst aus dem Fenster des dritten Stockes eines Gebäudes an der Berliner Allee sprang und sich dabei schwer verletzte. Die Strafe musste er fast komplett absitzen. Danach begann er bei einem französischen Boxstall wieder das Boxen.
Bei der afrikanischen Meisterschaft auf Kap Verde holte er am 9. Dezember 2017 den Championtitel der African Boxing Union im Schwergewicht, indem er den marokkanischen Titelverteidiger Faïsal Arrami in zehn Runden nach Punkten besiegte.